# HD 92788
HD 92788 è una stella nella costellazione del Sestante, distante 107 anni luce dal sistema solare. Nel 2001 è stato scoperto un esopianeta che orbita attorno a questa stella, HD 92788 b.

## Caratteristiche
La stella è una nana gialla simile al Sole, di classe spettrale G6V avente massa e luminosità di poco superiori a quelli della nostra stella. È più giovane, in quanto l'età stimata è 2,5 miliardi di anni, ed è caratterizzata da un'alta metallicità, in quanto gli elementi più pesanti dell'elio sono quasi il doppio di quelli presenti nel Sole.

## Sistema planetario
Il pianeta è stato scoperto nel 2000 da Debra Fischer et al. con il metodo della velocità radiale ed ha una massa minima 3,86 volte quella di Giove. Orbita ad una distanza dalla stella di 0,97 UA ed ha un periodo orbitale di 326 giorni. L'orbita del pianeta è per gran parte dentro la zona abitabile, anche se essendo piuttosto eccentrica, le condizioni favorevoli per avere acqua liquida in superficie potrebbero essere limitate, visto che al periastro la temperatura d'equilibrio potrebbe essere quasi 100 K superiore che all'apoastro.
Nel 2019 è stato scoperto un altro pianeta gigante, che orbita molto più lontano dalla stella, a oltre 10 UA, impiegando oltre trent'anni a compiere una rivoluzione su un'orbita ancor più eccentrica di quella del pianeta interno. 
Sotto, un prospetto del sistema di HD 92788.
| Pianeta | Tipo            | Massa    | Periodo orb.        | Sem. maggiore     | Eccentricità |
| ------- | --------------- | -------- | ------------------- | ----------------- | ------------ |
| b       | Gigante gassoso | >3,76 MJ | 0,892 anni          | 0,97 UA           | 0,35         |
| c       | Gigante gassoso | >3,67 MJ | 31,8+13,8 −2,5 anni | 10,5+2,9 −0,55 UA | 0,46         |